# Avelino Viña Vázquez
Avelino Viña Vázquez (Montevideo, Uruguay, 12 de abril de 1963), más conocido como Viña, es un exfutbolista que jugaba de portero y actualmente es el entrenador de porteros del Real Murcia CF.

## Trayectoria

### Como jugador
| Club                      | País    | Año       |
| ------------------------- | ------- | --------- |
| Club Nacional de Football | Uruguay | 1975-1983 |
| Central Español FC        | Uruguay | 1983-1985 |
| Wanderers FC              | Uruguay | 1986      |
| RC Deportivo La Coruña    | España  | 1989-1990 |
| Real Jaén CF              | España  | 1991-1993 |
| Córdoba CF                | España  | 1993-1998 |
| CP Almería                | España  | 1998-1999 |
| Real Murcia CF            | España  | 1999-2002 |

### Como entrenador de porteros
| Club           | País   | Año             |
| -------------- | ------ | --------------- |
| Real Murcia CF | España | 2006-Actualidad |